# Linga

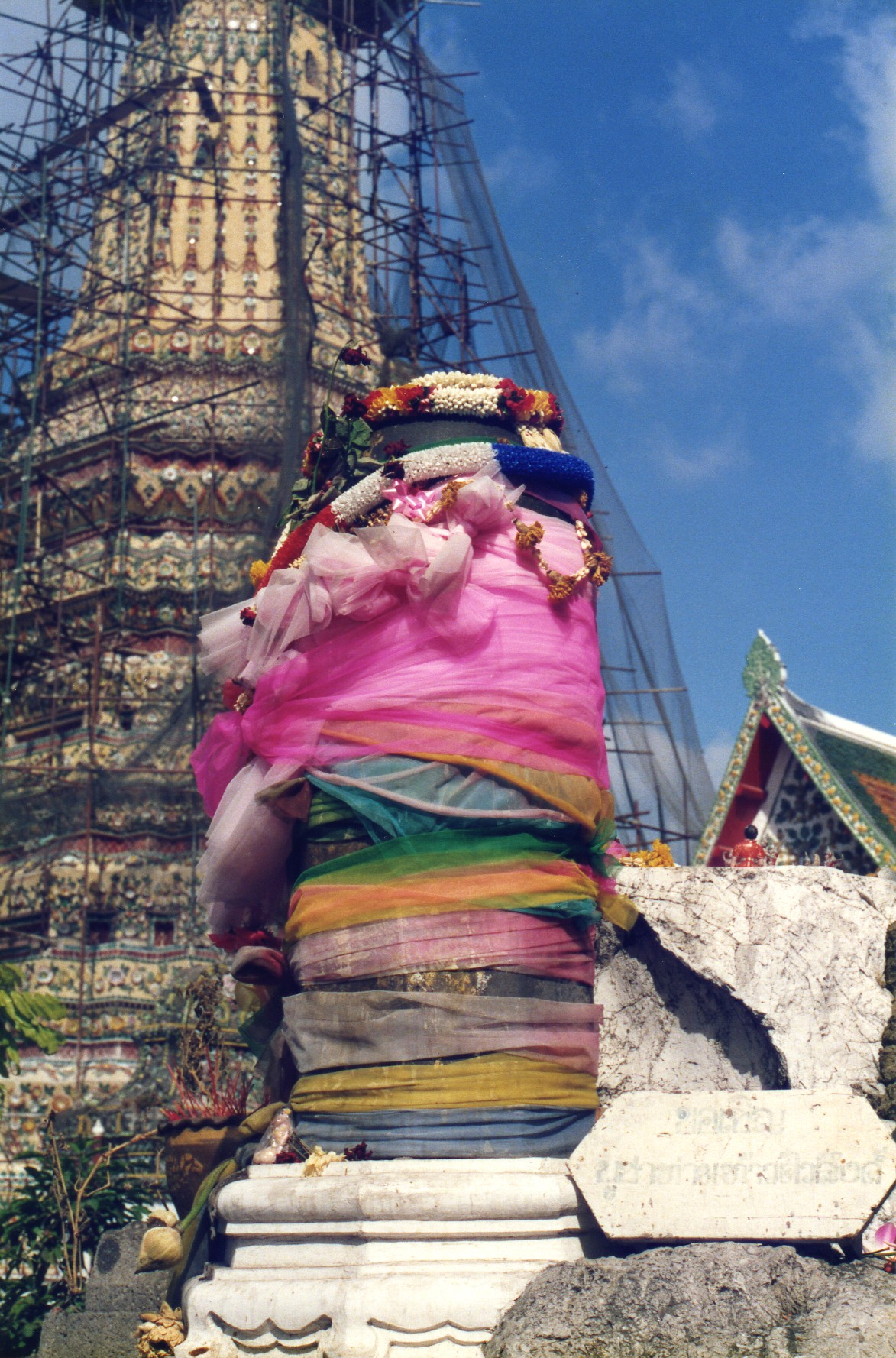
Linga w Bangkoku

Linga – termin z metafizyki hinduizmu. W najstarszych tekstach śiwaizmu linga obrazowana jest jako Pierwotne Kosmiczne Jajo z którego powstaje cały wszechświat i wszystkie stworzenia. Również jako forma świetlistego słupa, będąca przejawieniem Śiwy dającego początek światom. Kamienny hinduistyczny lingam to najczęściej obiekt kultu boga Śiwy, czyli śiwalingam.

## Etymologia
Pochodzące z sanskrytu linga wywodzi się od znaczeń „znak”, „emblemat”, „przejaw”, „symbol”, „pieczęć”, „stworzenie”.

## Fallus
Potoczne wyobrażenia lingamu jako fallusa (męski) czy jaja (żeński) pochodzą głównie od chrześcijańskich badaczy kultury indyjskiej i mają charakter skojarzeniowy, a nie merytoryczny. Przykładowo, Abhinawagupta (X wiek) w tantrycznym traktacie „Tantra-Aloka” (Światło Tantry, wers 5.54) tak wyjaśnia znaczenie pojęcia lingamu:
Ten cały wszechświat jest rozpuszczany w tym (lingamie), i ten cały wszechświat jest postrzegany jako przebywający w tym lingamie!
Linga jest rozumiana raczej jako kształt geometryczny superprzestrzeni w której zawiera się cały fizyczny kosmos i bardzo trudno ten symbol kojarzyć z męskim członkiem.

## Tantryzm

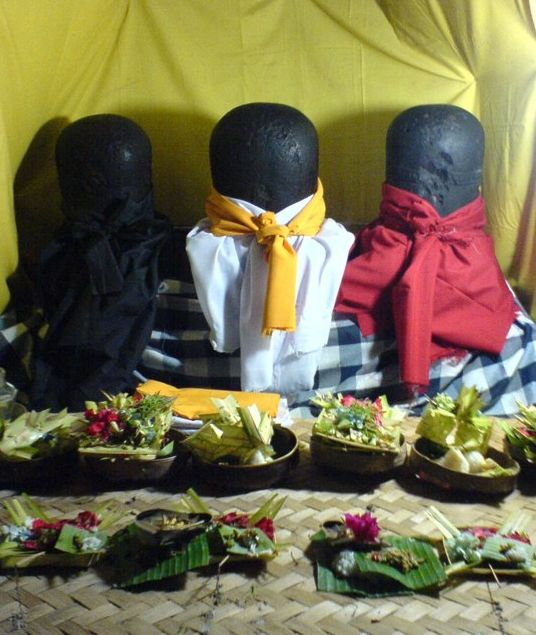
Brahma, Wisznu i Śiwa reprezentowani przez trzy lingamy w grocie świątyni Goa Gajah na Bali w Indonezji.

W metodach jogi i tantryzmie wizualizuje się trzy lingamy – jajowate czy wazopodobne naczynia skupiające siły i energię ducha wewnątrz ciała:
- Swajambhulingam, ciemnogranatowy, znajduje się u podstawy tułowia i uważany jest za zbiornik energii witalnej, kojarzony z witalnością, długowiecznością, łonem i narządami rozrodczymi.
- Banalingam to złota linga wewnątrz piersi w obszarze fizycznego serca, kojarzona z mądrością, intuicją i religijną żarliwością.
- Itaralingam – biała linga, w rejonie ćakry zwanej trzecim okiem, uważana za źródło mocy paranormalnych jak jasnowidzenie i podobne.

## Lingaśarira
Indyjski epos „Mahabharata” (wers 12.195.15) wyjaśnia, że lingam to ciało wędrującej duszy, kształt w jakim dusza wędruje pomiędzy kolejnymi wcieleniami. Stąd teozofowie przejęli termin lingaśarira (dosłownie: lingamowe ciało) i konsekwentnie tłumaczą to pojęcie jako ciało eteryczne.

## Forma
- Jako lingamów do celów kultowych w domach używa się naturalnych otoczaków o kształcie elipsoidalnym, symetrycznym znalezionych w indyjskich rzekach uważanych i czczonych jako święte. Uważa się, że taki kształt oddaje obraz początkowy wszechświata w jego stanie potencjalnym przed ekspansją, rozszerzaniem. Hindusi wierzą, że posiadanie lingamu w domu lub noszenie przy sobie jako amuletu zapewnia szczęście i powodzenie życiowe.
- Lingam może być przedstawiany jako umieszczony w joni w postaci jednej rzeźby. Takie przedstawienie interepetować można jako oddanie idei nieprokreatywnej uni seksualnej[3].
- Wanalinga (sanskryt: „leśny lingam”) – przezroczysty lub biały otoczak (wypolerowany przez wodę kamień), używany przez hinduistów podczas domowych obrzędów religijnych[4].

## Grupy lingamów

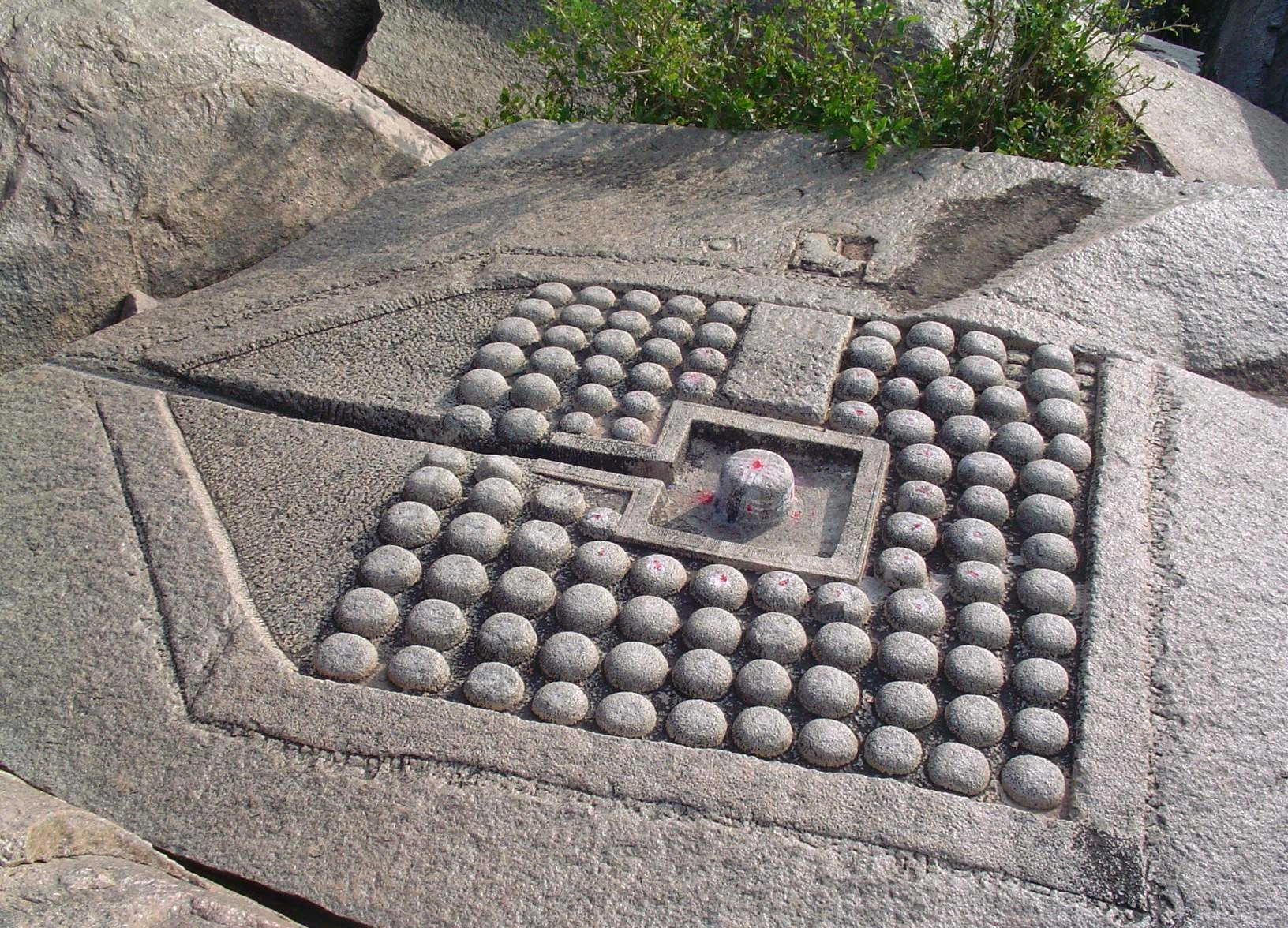
108 lingamów otoczonych joni

- Lingam zainstalowany w mandirze najczęściej odnosi się do kultu śiwaickiego. Spotyka się jednak lingamy reprezentujące też inne bóstwa hinduistyczne, np. postacie trimurti.
- Lingamy w liczbie kilkudziesięciu mogą stanowić jedyne obiekty kultowe świątyni.

## Dźjotirlingamy
Na terenie Indii i Nepalu jest zlokalizowanych 12 głównych świątyń śiwaickich z wielkimi lingamami (zwanymi dźjotirlinga), jako centralnym obiektem kultu. Podaje się, że zostały wykonane przez ludzi ale są samoistnymi tworami przyrody.